# Arnold Johan Messenius
Arnold Johan Messenius (født 8. april 1608 i Danzig, død 22. december 1651 i Stockholm) var en svensk rigshistoriograf. Han var søn af Johannes Messenius och far til Arnold Messenius.
Messenius hentedes fra faderens fængsel på Kajaneborg, hvortil familien havde fået lov at følge med, 1621 til Stockholm for adskilt fra forældrene at modtage en rent luthersk opdragelse, men flygtede 1623 til Danzig. Følgende år vendte han tilbage til Sverige, nu som polsk spion, men blev anholdt og sad siden i fængsel to år i Stockholm og 1626-40 på Kexholm. På forbøn af Finlands generalguvernør grev Per Brahe fik han 1640 tilladelse til at opholde sig i Åbo. Derfra kaldtes han samme år til Stockhlom og fik det hverv i Polen at søge at generhverve for fædrelandet faderens håndskrevne historiske værk Scondia illustrata. Efter at dette var lykkedes, ved hvilken lejlighed Messenius tillige hjembragte fra Polen flere vigtige svenske dokumenter, tildeltes der ham underhold af kronen og rigsadmiral Gyllenhielm med pålæg om at skrive Sigismunds og Karl IX's historie. I 1646 udnævntes han til rigshistoriograf og blev 1648 adlet. Messenius vakte megen uvilje ved sin hårdhed mod sine nærmeste og sine undergivne. Harmen over en tabt proces mod hans søster, som regeringen afgjorde til gunst for hende, i forbindelse med hans fra faderen nedarvede urolige sind drev Messenius til at slutte sig til det parti, der på rigsdagene 1649 og 1650 stod i spidsen for den hemmelige, men voksende misfornøjelse med regeringen. Han indvikledes temmelig uretfærdigt i sin søn Arnolds højforræderiproces og mistede livet ved halshugning.